# فيبي كامبل
فيبي كامبل (بالإنجليزية: Phoebe Campbell) هي ممثلة إنجليزية. اشتهرت بدور ريهاينا تارغاريان في مسلسل الفنتازيا "آل التنين" على HBO. تشمل أعمال كامبل السابقة دورًا في المسلسل التلفزيوني البريطاني "جرائم قتل ميدسومر" ودور سيسيلي كارديو في إنتاج عام ٢٠٢٢ لمسرحية "أهمية التحلي بالجدية".

## وصلات خارجية
- فيبي كامبل على موقع IMDb (الإنجليزية)
- فيبي كامبل على موقع قاعدة بيانات الفيلم (الإنجليزية)